# Kuhrud
Das Kuhrud-Gebirge (persisch کوههای کوهرود, DMG Kūhhā-ye Kūhrūd) gehört zu den größeren Gebirgszügen in Iran. Es ist etwa 1000 km lang und erreicht mit einigen Gipfeln Höhen über 4000 Meter.
Teilweise wird es als östlicher Rand des größeren Zagros-Gebirgssystems betrachtet, das parallel zum Kuhrud etwa 200 bis 300 km westlicher verläuft. Im Hochland zwischen den beiden Orogenen liegt eine Reihe bedeutender Städte, u. a. Arak, Isfahan, Nadschafābād und Quomsheh. Die wichtigsten in dieser Region entspringenden Flüsse, die im weiteren Verlauf fast alle als Binnenfluss in Salzseen münden, sind der Qom (im Nordosten des Kuhrud), der Zayandeh Rud (Mitte, bei Isfahan) sowie Shur Ab und Namaki (im Südosten bei Kerman).

## Geografie
Der Kuhrud (pers. Kūh = „Berg“) zieht sich über etwa 900 km von der Stadt Qom (Provinz Teheran) in südöstlicher Richtung bis zur Grenze der Provinzen Kerman und Lorestan und bildet den Übergang von Iranischen Hochland zu den Wüsten des Landesinneren (Kawir, Lut). Bei der Stadt Kerman teilt es sich in zwei Y-förmig auseinander laufende Gebirgszüge, dessen südlicher im Hezar eine Höhe von 4.500 m erreicht.
Nach Osten zu geht die Gebirgskette in jene des Kuh-e Jebal Barez und die Gebirge Belutschistans über. Im Mittelteil – bei der Stadt Yazd – liegt der Viertausender Shir Kuh (4.075 m), doch etwas nördlicher bei der Großstadt Isfahan sind die Gipfel nur mehr knapp über 3.000 m. Im nördlichen Drittel – unweit von Natanz – steigen sie im Kuh-e Karkas wieder auf 3.896 m an.
Parallel zum Kuhrud verlaufen etwa 200 km westlicher die vielfach gegliederten Bergketten des Zagros, der 1500 km lang und ähnlich hoch ist. Die Häufigkeit von Erdbeben ist im Kuhrud nur wenig geringer als im Zagros.

## Geologie
Die zentraliranischen Gebirge gehören geologisch zu den „jungen“, alpidischen Kettengebirgen aus dem Miozän, die von Südeuropa über die Alpen, Karpaten, den Balkan und die Türkei zum Elburs-Gebirge bzw. zum Persischen Golf ziehen. Im Osten setzt sich diese durchgehende Gebirgsfolge Eurasiens über den Hindukusch, Karakorum und Himalaya bis nach Ostasien fort.

## Kultur
Zwischen Kuhrud- und Zāgros-Gebirge befinden sich langgestreckte Hochebenen mit einigen Binnenflüssen. Diese sorgen für relativ angenehmes Klima in den Provinzen rings um die Großstadt Isfahan und münden in einige Salzseen. Noch größere Salzpfannen finden sich östlich des Kuhrud, wo der Namaksee (halbwegs zwischen Teheran und Kaschan) etwa 50 × 50 km einnimmt und den Übergang zur Großen Salzwüste Dascht-e Kawir bildet.
In den Hochlagen westlich des Kuhrud und im Zagros dürften in der Vorgeschichte erstmals Ziegen domestiziert worden sein. Einige indoeuropäische Volksgruppen haben hier ihren Ursprung.